# Garde royale (Joseph-Napoléon Ier)
Pour les articles homonymes, voir Garde royale.
La garde royale est une unité mise en place par Joseph Bonaparte pendant son règne sur le Royaume d'Espagne. Créée en 1808, elle est dissoute en 1813.

## Unités
- Compagnie de hallebardiers[1]
- Régiment de grenadiers (deux bataillons)[1]
- Régiment de voltigeurs (deux bataillons)[1]
- Régiment de fusiliers (deux bataillons)[1]
- Régiment de chevau-légers (quatre escadrons)[1]
- Régiment de hussards (quatre escadrons)[1]
- Une compagnie d'artillerie à pied, deux compagnies d'artillerie à cheval[1]
- Deux compagnies du train[1]
- Un peloton de gendarmerie d'élite[1]
- Une compagnie de gendarmerie royale à cheval (espagnol : Compania de Gendarmeria Real a Caballo, formée en 1811 à Madrid et dissoute en 1812[1]

## Historique
La Garde est mise sur pied en décembre 1808, remplaçant l'ancienne garde royale bourbonienne dispersée par l'invasion française. Les fusiliers, les hussards et les gendarmes à cheval sont recrutés parmi les Espagnols tandis que le reste de la Garde est constituée de soldats français. L'artillerie compte à la fois des Français et des Espagnols.
La Garde combat contre les Britanniques et les rebelles espagnols lors de la guerre d'indépendance espagnole, notamment à la bataille de Talavera. Elle est dissoute le 25 novembre 1813.